# Conrad Schick
Conrad Schick, né le 27 janvier 1822 à Bitz, et décédé le 23 décembre 1901 à Jérusalem, est un archéologue allemand, qui s'est spécialisé dans des recherches à Jérusalem et en Terre Sainte.
Il est l'un des architectes occidentaux les plus importants à travailler à Jérusalem, et est également un pionnier de l'archéologie biblique.